# Явор Вълчинов
Явор Вълчинов е бивш български футболист, защитник и треньор по футбол. Роден е на 23 ноември 1974 г. Играл е за Локомотив (София), ШК Падерборн 07 и Родопа (Смолян). От юли 2013 г. до 31 юли 2014 г. е помощник-треньор на Лудогорец (Разград). На 22 декември 2014 г. става помощник-треньор на Стойчо Стоев в Левски. На 20 декември 2016 г. става старши треньор на Локомотив (София).

## Успехи

### Като треньор
- ПФК Лудогорец 1945 (Разград)
- Шампион (1): А футболна група 2013 – 14
- Купа на България (1): 2013 – 14